# Pierre-Antoine Gillet
Pour les articles homonymes, voir Gillet.
Pierre-Antoine Gillet, né le 16 avril 1991 à Huy (Belgique), est un joueur international belge de basket-ball. Il évolue au poste d'ailier fort.

## Biographie
Le 11 mai 2013, il signe à Ostende. Le 4 juin 2016, il prolonge son contrat d'un an.
Le 25 juin 2017, il signe pour deux ans au club de l'Élan Chalon,.
Il finit sa saison 2017-2018 avec une moyenne 6,8 points, 3,8 rebonds et 1,2 en passes décisives. A la fin de la saison, il décide de ne pas honorer sa deuxième année de contrat et demande à être libéré. Sans club en août 2018, il recontacte le club bourguignon pour y faire sa préparation mais cela est très mal vu par l'entraîneur Jean-Denys Choulet.
Le 3 octobre 2018, il part en Espagne et signe à Tenerife.

## Carrière internationale
Il représente la Belgique à l'EuroBasket 2015. Ils atteignent les huitièmes de finale.
Il participe également à l'EuroBasket 2017 mais la Belgique termine 19e du tournoi.

## Palmarès et distinctions

### Palmarès

#### En club
- Champion de Belgique en 2014, 2015, 2016, 2017, 2021, 2022, 2023 et 2024 avec le BC Ostende.
- Champion de BNXT League en 2024 avec le BC Ostende.
- Vainqueur de la Coupe de Belgique en 2014, 2015, 2016, 2017 et 2021 avec le BC Ostende.
- Vainqueur de la Supercoupe de Belgique en 2014, 2015, et 2017 avec le BC Ostende.

### Distinctions personnelles
- Élu meilleur espoir du championnat de Belgique 2013-2014.
- Élu MVP belge du championnat de Belgique 2014-2015.
- Élu MVP belge de BNXT League 2022-2023 et 2023-2024[9].
- Élu dans la Dream Team de BNXT League 2023-2024[9].